# بيل بيرل
بيل بيرل (بالإنجليزية: Bill Pearl)‏ هو لاعب كمال أجسام أمريكي، ولد في 31 أكتوبر 1930 في برينفيلي في الولايات المتحدة.

## وصلات خارجية
- الموقع الرسمي
- بيل بيرل على موقع IMDb (الإنجليزية)
- بيل بيرل على موقع قاعدة بيانات الفيلم (الإنجليزية)